# Alkaline Trio/Hot Water Music
Alkaline Trio/Hot Water Music is een split-ep van Alkaline Trio en Hot Water Music, uitgebracht op Jade Tree Records in 2002. Er staan zowel nieuwe nummers als covers van beide bands op dit album.

## Nummers
1. "Queen of Pain" (Alkaline Trio) - 3:57
2. "While You're Waiting" (Alkaline Trio) - 4:07
3. "Rooftops" (Hot Water Music cover door Alkaline Trio) - 2:15
4. "God Deciding" (Hot Water Music) - 2:37
5. "Russian Roulette" (Hot Water Music) - 3:25
6. "Radio" (Alkaline Trio cover door Hot Water Music) - 4:12
7. "Bleeder" (Alkaline Trio cover door Hot Water Music) - 3:13